# Mesene philonis
Mesene philonis är en fjärilsart som beskrevs av William Chapman Hewitson 1874. Mesene philonis ingår i släktet Mesene och familjen Riodinidae. Inga underarter finns listade i Catalogue of Life.

## Bildgalleri

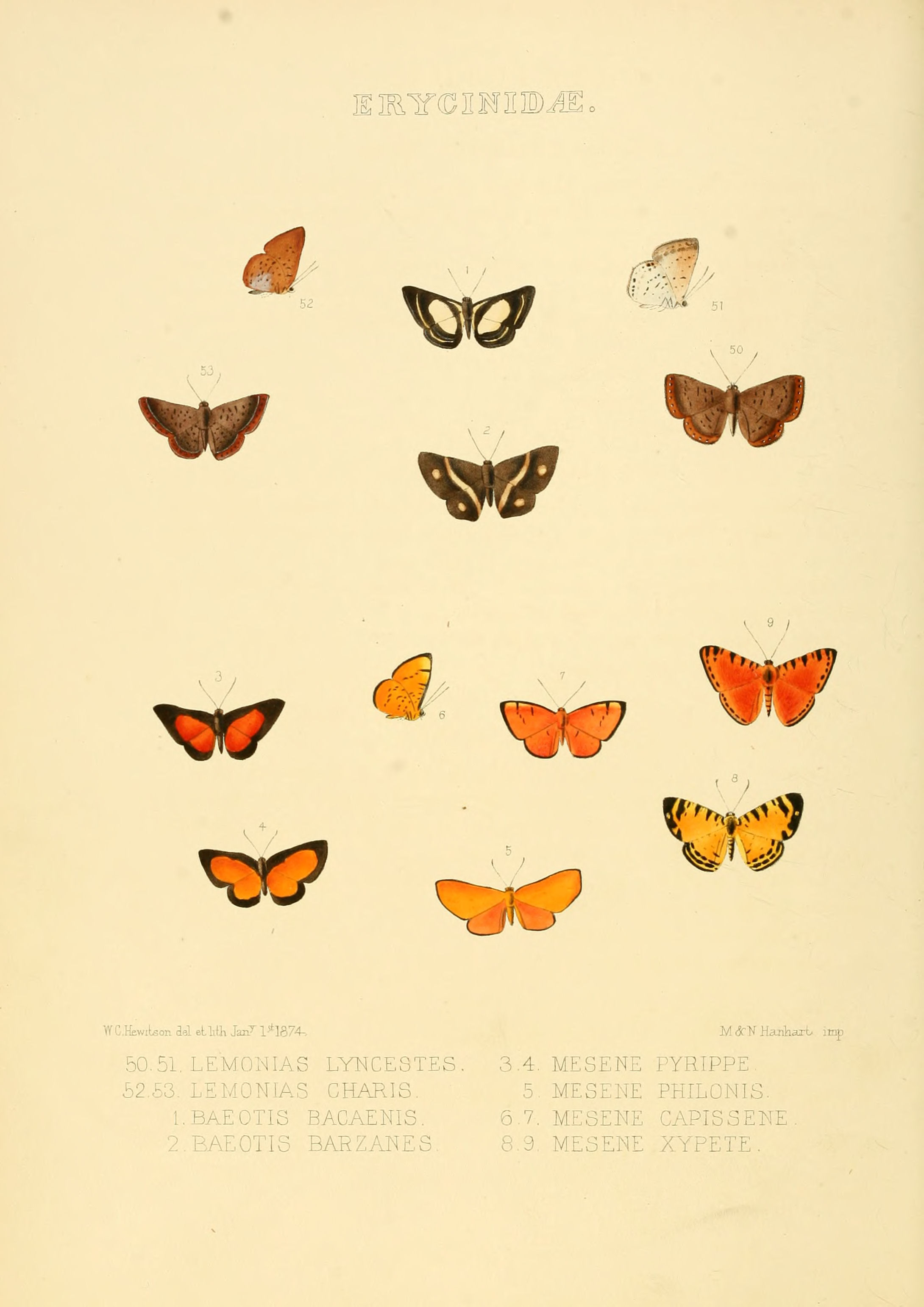